# Duchy League
Duchy League là một giải bóng đá Anh nằm ở nửa Đông Cornwall, nhưng cũng bao gồm một số đội qua biên giới Devon. Giải đấu được thành lập năm 1965 do sự hợp nhất của Liskeard & District League và St. Austell & District League. Có tổng cộng 6 hạng đấu và dẫn đầu bởi Duchy League Premier Division, nằm ở Cấp độ 14 of the Hệ thống các giải bóng đá ở Anh. Đây là giải đấu góp đội cho East Cornwall League Division One. Mùa giải 2014–15 chứng kiến Padstow United vô địch Premier Division, và thăng hạng East Cornwall League Division One.

## Giải đấu Cup
Mùa giải 2015-16, Duchy League sẽ vận hành 3 giải Cup gồm: KMD Developments Cup; Bodmin Sports Trophies Duchy League Cup và TJ International Reserve Team Cup. KMD Developments Cup dành cho top 32 từ theo vị thứ mùa giải trước đó, với trận bán kết và chung kết thi đấu ở sân trung lập. Bodmin Sports Trophies Duchy League Cup dành cho các đội còn lại trong khi TJ International Reserve Team Cup là giải đấu dành cho các đội dự bị đang thi đấu ở Duchy League. Trong mùa giải 2014-15, St. Stephen của Premier Division, vô địch KMD Developments Cup; Veryan vô địch Bodmin Sports Trophies Duchy League Cup (cũng như vô địch Division Three) và Reserve Cup được trao cho Grampound Dự bị.

## Các câu lạc bộ hiện tại mùa giải 2015–16

### Premier Division
Biscovey | Edgcumbe Dự bị | Foxhole Stars | Looe Town | Lostwithiel | North Petherwin | Pelynt | St. Dominick | St. Mawgan | St. Minver | St. Stephen | Saltash United 'A' | Torpoint Athletic 'A'

### Division One
Alturnun | AFC Bodmin | Callington Town 'A' | Gerrans & St. Mawes United | Grampound | Gunnislake | Launceston College Phoenix | Premier Sixes | St. Columb Major | St. Dennis Dự bị | St. Newlyn East | Sticker Dự bị

### Division Two
Boscastle | Calstock | Godolphin Atlantic Dự bị | Holywell & Cubert Athletic | Lifton | North Hill | Queens Rangers | St. Breward | St. Cleer | Stoke Climsland | Tintagel | Veryan

### Division Three
Delabole United | Gorran | Grampound Dự bị | High Street | Lanivet Inn | Mevagissey Dự bị | North Petherwin Dự bị | Packhorse Athletic | Pelynt Dự bị | St. Merryn | St. Minver Dự bị | Tregony | Tregrehan Mills

### Division Four
Kilkhampton | Padstow United Dự bị | Pensilva Dự bị | Rame Peninsula | Real Saltash | Roche Dự bị | Saltash United 'B' | Southgate Seniors | St. Dennis 'A' | St. Mawgan Dự bị | St. Stephen Dự bị | St. Teath

### Division Five
Boscastle Dự bị | Dobwalls Dự bị | Foxhole Stars Dự bị | Kilkhampton Dự bị | Lanreath Dự bị | Liskeard Athletic 'A' | Looe Town Dự bị | Lostwithiel Dự bị | Premier Sixes Dự bị | St. Eval Spitfires | Wadebridge Town 'A' | Week St. Mary

## Các đội vô địch từng hạng đấu
| Mùa giải | Premier               | One                   | Two                   | Three                        | Four                         | Five                         |
| -------- | --------------------- | --------------------- | --------------------- | ---------------------------- | ---------------------------- | ---------------------------- |
| 2003-04  | Biscovey              | St. Austell Dự bị     | Nanpean Rovers Dự bị  | Dobwalls Dự bị               | Edgcumbe                     | Looe Town                    |
| 2004-05  | Polperro              | Lanreath              | Lamerton              | Edgcumbe                     | St. Mawgan Dự bị             | Holywell Bay/Cubert Athletic |
| 2005-06  | St. Columb Major      | Lamerton              | Edgcumbe              | Lanivet                      | Holywell Bay/Cubert Athletic | Week St. Mary                |
| 2006-07  | Bere Alston United    | St. Stephen's Borough | Looe Town             | Holywell Bay/Cubert Athletic | Lostwithiel                  | Stratton United              |
| 2007-08  | St. Stephen's Borough | Looe Town             | St. Cleer Dự bị       | Bodmin Saints                | Gorran                       | St. Austell Dự bị            |
| 2008-09  | Edgcumbe              | St. Cleer             | Bodmin Saints         | Looe Dự bị                   | St. Austell Dự bị            | Perranporth Dự bị            |
| 2009-10  | St. Teath Dự bị       | Altarnun              | St. Newlyn East       | AFC St. Austell Dự bị        | Gerrans                      | Charlestown Saints           |
| 2010-11  | Torpoint Athletic 'A' | Calstock              | AFC St. Austell Dự bị | Sticker Dự bị                | North Petherwin              | LC Phoenix                   |
| 2011-12  | Fowey United          | AFC St. Austell Dự bị | Biscovey              | North Petherwin              | LC Phoenix                   | St. Cleer Dự bị              |
| 2012-13  | AFC St. Austell Dự bị | Pensilva              | Padstow United        | St. Minver                   | North Hill                   | Veryan                       |
| 2013-14  | Pensilva              | St. Dominick Dự bị    | Foxhole Stars Dự bị   | Callington Town 'A'          | Veryan                       | St. Merryn                   |
| 2014-15  | Padstow United        | Foxhole Stars         | Callington Town 'A'   | Veryan                       | Mevagissey Dự bị             | Kilkhampton                  |